# Fred Newhouse
Frederick Vaughn „Fred” Newhouse (ur. 8 listopada 1948 w Honey Grove, zm. 20 stycznia 2025) – amerykański lekkoatleta sprinter, mistrz i wicemistrz olimpijski z Montrealu z 1976.
Na igrzyskach panamerykańskich w 1971 w Cali zdobył srebrny medal w biegu na 400 metrów oraz złoty w sztafecie 4 × 400 metrów. Nie zakwalifikował się do reprezentacji Stanów Zjednoczonych na igrzyska olimpijskie w 1972 w Monachium.
Na igrzyskach olimpijskich w 1976 w Montrealu zdobył srebrny medal w biegu na 400 metrów za Kubańczykiem Albertem Juantoreną, zaś w sztafecie 4 × 400 metrów wywalczył wraz z kolegami złoty medal (sztafeta biegła w składzie: Herman Frazier, Benny Brown, Newhouse i Maxie Parks).
Newhouse był halowym mistrzem Stanów Zjednoczonych w biegu na 600 jardów w 1973.
Rekordy życiowe”
- bieg na 100 jardów – 9,6 s (1968)
- bieg na 220 jardów – 20,5 s (1970)
- bieg na 400 metrów – 44,2 s (1972)